# پایه (عروض)
در اصطلاح عروض (ترازشناسی شعر) به هریک از میزان‌ها یا افاعیل، پایه یا رُکن می‌گویند؛ مانند فَعولُن، مَفاعیلُن، فاعِلاتُن، مُستَفعِلُن، مَفاعِلَتُن.
پایهٔ عروضی، مجموعی از چند هجا (حداکثر ۴ و به‌ندرت ۵ هجا) است.
دو گونهٔ اصلیِ پایه عبارت است از:
- پایهٔ سالم: آن است که آنچنان‌که در اصل وضع شده‌است همچنان باشد بی زیاد و کم؛ مانند مَفاعیلُن بحر هَزَج و فاعلاتن بحرِ رَمَل، که بدون افزودن یا کم کردن حرفی به‌طور سالم بیاید.
- پایهٔ غیرسالم: پایه‌ای که در آن تغییری واقع شود، از زیاده کردن چیزی بر آن یا کم کردن چیزی از آن؛ اما زیاده کردن چنان است که مثلاً در میانِ لام و نونِ «مفاعیلن»، الف بیفزایند و «مفاعیلان» بگویند. اما نقصان (کم کردن) چنان است که مثلاً نون و حرکتِ لام در پایهٔ سالم «مَفاعیلُن» را حذف کنند و «مَفاعیل» باقی بماند. به رکنِ غیرسالم «مُزاحَف» می‌گویند، و تغییری که در رکنی واقع شود، «زِحاف» نامیده می‌شود.

## دسته‌بندی سنتی پایه‌ها در شعر فارسی
در علم عروض فارسی، اساس وزن بر سه حرفِ «ف» و «ع» و «ل» قرار دارد، و واژگان بر اساس هجایی که دارند، به سه دسته تقسیم می‌شوند به نام‌های (۱) سبب، (۲) وَتَد، (۳) فاصله. این طبقه‌بندی افاعیل را مدار اوزان می‌نامند.
سبب: که خود بر دو قسم است: (۱) سبب خفیف، (۲) سبب ثقیل؛:سبب مداری است که تمام واژگان دوحرفی بر آن استوار است.
سبب خفیف: دارای ۱ حرف متحرک و ۱ حرف ساکن است؛ مانند کلمه‌های «بر» و «در»، یا «تن» و «من».
سبب ثقیل: شامل تمام واژگان دوحرفی یا دوهجایی‌ست؛ مانند کلمه‌های «همه» و «رمه».
وَتَد: خود بر ۲ نوع است: (۱) وتدِ مقرون، (۲) وتدِ مفروق؛:وتد مقرون: واژه‌ای‌ست که از ۲ متحرک و ۱ ساکن تشکیل شده‌است؛ مانند کلمه‌های «اثر» و «خبر».
وتد مفروق: دارای ۳ حرف است که حرف دوم و/یا سوم ساکن است؛ مانند کلمه‌های «خنده» و «رنده».
فاصله: خود بر دو نوع است: (۱) فاصلهٔ صغری، (۲) فاصلهٔ کبری؛:فاصلهٔ صغری: دارای ۳ حرف متحرک و یک حرف ساکن است؛ مانند «اثرش» و «خبرش»، یا «ببرم» و «بزنم».
فاصلهٔ کبری: دارای ۴ حرف متحرک و ۱ ساکن است؛ مانند «ببرمش» و «بزنمش».
| دسته  | زیردسته | نام‌های معادل                | توضیح                                                                         | تقطیع   | نمونه                |
| سبب   | خفیف    | تک‌کوتاهه                    | یک حرف متحرک و یک حرف ساکن                                                    | ˘       | بر، در، گُل، جم       |
| سبب   | ثقیل    | دوبلنده spondee             | شامل دو حرف متحرک                                                             | ¯ ¯     | همه، رمه، زمه        |
| وتد   | مقرون   | وتد مجموع، بلندآخر iamb     | به صورت متحرک + متحرک + ساکن شناخته می‌شود. یک هجای کوتاه و یک هجای بلند دارد. | ˘ ¯     | چمن و جسد            |
| وتد   | مفروق   | بلندآغاز trochee            | دارای سه حرف است، که حرف دوم یا سوم ساکن است.                                 | ¯ ˘     | نامه، جامه، دانه     |
| فاصله | صغری    | دوکوتاه‌آغاز anapaest        | دارای سه حرف متحرک و یک حرف ساکن است.                                         | ˘ ˘ ¯   | چه شدم، دل من، سر من |
| فاصله | کبری    | چهارچهارم‌بلند quartus paeon | دارای چهار حرف متحرک و یک ساکن است.                                           | ˘ ˘ ˘ ¯ | نَفَس من، بکُشمش        |

عروضیان، نشانه‌هایی را نیز برای هجاها در نظر گرفته‌اند؛ مثلاً سبب خفیف که دارای ۱ حرف متحرک و ۱ ساکن است، شبیه عدد ۱۰، و برای سبب ثقیل که ۲ حرف متوالی دارد، شبیه عدد دو صفر قرار داده‌اند. برای وتد مقرون نشانه‌ای شبیه عدد ۱۰۰ و برای وتد مفروق (که متحرک + ساکن + متحرک است) علامتی شبیه عدد ۰۱۰ در نظر گرفته‌اند. همچنین برای فاصلهٔ صغری (که ۳ متحرک + ۱ ساکن است) نشانه‌ای شبیه عدد ۱۰۰۰، و برای فاصلهٔ کبری (۴ متحرک و ۱ ساکن) نشانه‌ای شبیه عدد ۱۰۰۰۰ را وضع کرده‌اند.
با توجه به نشانه‌های انحصاری، پایه‌ها (ارکان) یادشده عبارتند از:
فعولن ۱۰۰۱۰
فاعلن ۱۰۱۰۰
مستفعلن ۱۰۱۰۱۰۰
فاعلاتن ۱۰۱۰۰۱۰
مُتَفاعِلُن ۱۰۰۰۱۰۰
مفعولاتُ ۱۰۱۰۰۱۰
مَفاعِلَتُن ۱۰۰۱۰۰۰
مفاعیلن ۱۰۰۱۰۱۰
اجزای سازندهٔ ارکان:
فعولن: وتد مجموع (فعو) + سبب خفیف (لنْ)
فاعلن: سبب خفیف (فا) + وتد مجموع (علنْ)
مفاعیلن: وتد مجموع (مفا) + دو سبب خفیف (عی و لنْ)
فاعلاتن (معروف به «فاعلاتنِ مجموعی»): سبب خفیف (فا) + وتد مقرون (علا) + سبب خفیف (تنْ)
فاع‌لاتن (معروف به «فاعلاتنِ مفروقی»): وتد مفروق (فاعِ) + دو سبب خفیف (لا و تنْ)
مستف‌علن (معروف به «مستفعلنِ مجموعی»): دو سبب خفیف (مسْ و تفْ) + وتد مجموع (علن)
مستفعلن (معروف به «مستفعلنِ مفروقی»): سبب خفیف (مسْ) + وتد مفروق (تفعِ) + سبب خفیف (لن)
مفاعلتن: وتد مجموع (مفا) + سبب ثقیل (علَ) + سبب خفیف (تنْ)
مُتَفاعِلُن: سبب ثقیل (متَ) + سبب خفیف (فا) + وتد مجموع (علن)
مَفعولاتُ: دو سبب خفیف (مفْ و عو) + وتد مفروق (لاتُ).

## پایه‌های ترازشناسی شعر غربی
¯ = هجای مؤکد/بلند ˘ = هجای غیرمؤکد/کوتاه

### دوهجایی
| ˘ ˘ | دوکوتاهه pyrrhus, dibrach |
| ˘ ¯ | بلندآخر iamb              |
| ¯ ˘ | بلندآغاز trochee, choree  |
| ¯ ¯ | دوبلنده spondee           |

### سه‌هجایی
| ˘ ˘ ˘ | سه‌کوتاهه tribrach                  |
| ¯ ˘ ˘ | دوکوتاه‌آخر dactyl                  |
| ˘ ¯ ˘ | دوسوکوتاه amphibrach               |
| ˘ ˘ ¯ | دوکوتاه‌آغاز anapaest, antidactylus |
| ˘ ¯ ¯ | دوبلندآخر bacchius                 |
| ¯ ¯ ˘ | دوبلندآغاز antibacchius            |
| ¯ ˘ ¯ | دوسوبلند cretic, amphimacer        |
| ¯ ¯ ¯ | سه‌بلنده molossus                   |

### چهارهجایی
| ˘ ˘ ˘ ˘ | چهارکوتاهه tetrabrach, proceleusmatic      |
|         |                                            |
| ¯ ˘ ˘ ˘ | چهاریکم‌بلند primus paeon                   |
| ˘ ¯ ˘ ˘ | چهاردوم‌بلند secundus paeon                 |
| ˘ ˘ ¯ ˘ | چهارسوم‌بلند tertius paeon                  |
| ˘ ˘ ˘ ¯ | چهارچهارم‌بلند quartus paeon                |
|         |                                            |
| ¯ ¯ ˘ ˘ | چهاردوبلندآغاز major ionic, triple trochee |
| ˘ ˘ ¯ ¯ | چهاردوبلندآخر minor ionic, double iamb     |
| ¯ ˘ ¯ ˘ | بلندآغاز دوگانه ditrochee                  |
| ˘ ¯ ˘ ¯ | بلندآخر دوگانه diiamb                      |
|         |                                            |
| ¯ ˘ ˘ ¯ | دومیان‌کوتاه choriamb                       |
| ˘ ¯ ¯ ˘ | دومیان‌بلند antispast                       |
|         |                                            |
| ˘ ¯ ¯ ¯ | چهاریکم‌کوتاه first epitrite                |
| ¯ ˘ ¯ ¯ | چهاردوم‌کوتاه second epitrite               |
| ¯ ¯ ˘ ¯ | چهارسوم‌کوتاه third epitrite                |
| ¯ ¯ ¯ ˘ | چهارچهارم‌کوتاه fourth epitrite             |
|         |                                            |
| ¯ ¯ ¯ ¯ | چهاربلنده dispondee                        |